# 페르난도 데 나폴리
페르난도 데 나폴리, OMRI 기사장(이탈리아어: Fernando De Napoli ferˈnando de ˈnaːpoli[*], 1964년 3월 15일, 캄파니아 주 키우사노 디 산 도메니코 ~)는 이탈리아의 전직 프로 축구 선수로, 현역 시절 중앙 미드필더나 측면 미드필더로 1980년대에서 1990년대까지 활약했다. 그는 대게 나폴리에서 1986년부터 1990년까지 주전으로 맹활약하며 4번의 주요 대회 우승을 거둔 것으로 알려져 있다. 그는 이후 밀란에 합류하여 2년 동안 수 많은 대회를 제패하였으나, 밀란 시절에는 리그에 10경기도 출전하지 못했다. 그는 이탈리아 국가대표팀 일원으로 2번의 월드컵(1986년과 1990년)과 유로 1988에 출전했다.

## 클럽 경력
데 나폴리는 아리고 사키 감독 하에 세리에 C의 리미니에서 축구를 시작했다. 그는 리미니에서 1년을 거쳐 세리에 A의 아벨리노로 1983년 여름에 이적하여 3년 동안 늑대 군단(Lupi)의 일원으로 활약했다.
그는 1986년에 캄파니아의 이웃 나폴리로 이적해 구단 역사상 최고의 황금기로 회자되는 시기를 보냈다. 데 나폴리는 주로 살바토레 바니와 중원을 맡아 구단의 거성 플레이메이커 디에고 마라도나를 수비적으로 보좌했다. 나폴리에서 6년을 보낸 데 나폴리는 1987년과 1990년에 작은 방패(scudetti)를, 1987년에 코파 이탈리아, 1989년에 UEFA컵을, 그리고 1990년에 수페르코파 이탈리아나 우승을 거두었다.
그는 1992년에 밀란으로 이적해 2년을 몸담으며 1992-93 시즌과 1993-94 시즌 두 시즌 모두 작은 방패(scudetti)를 달았고, 1993년에는 수페르코파 이탈리아나를 들어올렸다. 국내 대회 우승 외에도 1994년에는 챔피언스리그와 UEFA 슈퍼컵을 모두 석권했다. 그러나, 그는 1군 주전으로 자리잡지 못했고, 2년을 통틀어 단 9번의 리그 경기 출전에 그쳤다.
1994년 7월, 데 나폴리는 레자나로 이적했다. 그는 구단에 3년을 머물며 세리에 A에서 1997년까지 활약하다가 현역 은퇴를 선언했다. 그는 이후 레자나의 기술진에 합류해 2005년까지 활동했다.

## 국가대표팀 경력
데 나폴리는 1986년 5월 11일에 2-0으로 이긴 나폴리에서의 중국과의 경기에서 푸른 군단(Azzurri)의 첫 경기에 출전했다. 그는 1986년부터 1992년까지 54번의 이탈리아 국가대표팀 경기에 출전해 1골을 기록했는데, 이 골은 1987년에 아르헨티나전에서 기록했다. 데 나폴리는 1986년 월드컵, 유로 1988, 그리고 1990년 월드컵에 참가한 이탈리아 선수단의 일원으로, 뒤의 두 대회에서 4강의 성적을 거두었다.

## 경기 방식
다재다능한 팔방미인 미드필더로, 데 나폴리는 주로 중앙이나 수비형 미드필더를 맡았다. 그는 공을 다시 빼앗아 동료의 기회를 창출하는데 소질이 있었고, 정확하고 길게 공을 넘길 수 있어 후방 플레이메이커로서도 진가를 발휘했다. 그는 가끔 측면을 맡기도 했다. 빠르고, 근면하며, 끈질긴 선수로, 기술적으로도 유능한 그는 체력으로도 알려져 있으며, 대인방어에도 두각을 나타내, 상대의 경기 분위기를 깨고 공수를 효과적으로 전환할 수 있었다. 그는 강력하고 정확한 장거리 득점도 가능해 공습이나 후방에서 쇄도하는데에도 도움이 되었다. 그는 끈질김과 전투적인 경기 방식으로 나폴리 지지자들로부터 현역 시절에 "람보"로 불렸다. 그의 경기 방식 외에도 공정한 경기와 프로다운 모습으로도 찬사를 받았으며, 대게 동료의 귀감이 되었다.

## 수상

### 클럽
나폴리
- 세리에 A
  - 우승: 1986–87, 1989–90.
  - 준우승: 1987–88, 1988–89
- 코파 이탈리아: 1986–87
- 수페르코파 이탈리아나: 1990
- UEFA컵: 1988–89

밀란
- 세리에 A: 1992–93, 1993–94
- 수페르코파 이탈리아나: 1993
- 챔피언스리그: 1993–94
- UEFA 슈퍼컵: 1994

### 서훈
-  이탈리아 공화국 공로장 5등급 / 기사장 : 1991